# 卡朗博
卡朗博（法語： 或 ，法語發音：[kaʁɑ̃bo]），又称卡里邦（法語：Caribant），是法国上法蘭西大區北部省的一个传统地区。 
在卡朗博的11个组成城市中，法朗潘为主要城镇。